# Česká pošta
Česká pošta, s.p. – operator pocztowy oferujący usługi pocztowe w Czechach.
Przedsiębiorstwo powstało w 1993 roku, a jego siedziba mieści się w Pradze.